# بندیکت لووه
بندیکت لووه (آلمانی: Benedikt Löwe؛ زادهٔ ۱۹۷۲) دانشمند آلمانی در زمینه ریاضیات، نظریه مجموعه‌ها و منطق است.
او دانش‌آموختهٔ رشته‌های فلسفه و ریاضیات در دانشگاه هامبورگ، دانشگاه توبینگن، دانشگاه هومبولت برلین و دانشگاه کالیفرنیا، برکلی است.
وی از سال ۲۰۰۰ میلادی استاد رشتهٔ ریاضیات در دانشگاه آمستردام، دانشگاه هامبورگ و دانشگاه کمبریج است.